# Acropyga guianensis
Acropyga guianensis är en myrart som beskrevs av Weber 1944. Acropyga guianensis ingår i släktet Acropyga och familjen myror. Inga underarter finns listade i Catalogue of Life.